# Mladen Milovanović
Mladen Milovanović (Botunje, 1760 – Zlatibor, 1823) è stato un rivoluzionario serbo, tra i leader della prima rivolta serba, per due volte Presidente del Consiglio di  Serbia dal 1807 al 1810 e dal 1813 al 1814.
Alleato di Karađorđe Petrović, dopo la sconfitta della rivolta serba contro l'Impero ottomano fugge in Russia a Hotin.
Nel 1821 torna in patria dove, nel 1823, viene ucciso su ordine del principe Milos Obrenovic